# Rhein-Ruhr-Hafen
Der Rhein-Ruhr-Hafen ist ein Binnenhafen in Mülheim an der Ruhr am Unterlauf der Ruhr.

## Lage
Der Hafen liegt oberhalb der Rheinmündung im Stadtteil Speldorf am Ruhrschifffahrtskanal zwischen Ruhr-km 8,5 bis 9,5 links.
Über die Ruhrschleuse Raffelberg ist er mit dem Rhein-Herne-Kanal, über die Schleuse Meiderich mit den Duisburg-Ruhrorter Häfen und über die Ruhrschleuse Duisburg mit dem Rhein verbunden.
Der Binnenhafen, der von den Betrieben der Stadt Mülheim unterhalten wird, besteht aus zwei Teilen: Der Nordhafen ist eine Lände direkt am Schifffahrtskanal, von dem der Südhafen als Hafenbecken abzweigt. Die Wassertiefe beträgt bei normalem Wasserstand mindestens 2,80 m und die Länge der Kai- und Umschlagsanlagen liegt bei 3,1 km. Eine weitere Betriebslände mit einer Containerbrücke befindet sich bei Ruhr-km 11,1 rechts. Der Hafen und der Ruhrschifffahrtskanal sind bis zur Schlossbrücke (km 12,2) eine Binnenwasserstraße der Klasse Va für das Große Rheinschiff.
Für die Personenschifffahrt gibt es einen weiteren, innenstadtnahen Anleger bei Ruhr-km 11,9 rechts. Dort besteht auch Anschluss an den ÖPNV.

## Geschichte
Nachdem die Ruhrschifffahrt durch das Aufkommen der Eisenbahnen und speziell durch den Bau der Ruhrtalbahn zum Ende des 19. Jahrhunderts vollständig zum Erliegen kam, beschloss die Stadt Mülheim an der Ruhr im Jahr 1913 zur Steigerung der Wirtschaftskraft einen Hafen anzulegen und eine direkte Verbindung zum Duisburger Hafen zu schaffen. Dazu wurde in zwölfjähriger Bauzeit der Ruhrschifffahrtskanal errichtet und das Gefälle von rund zehn Metern zwischen den Städten durch zwei neue Schleusen ausgeglichen. Am 8. Oktober 1927 wurde der Rhein-Ruhr-Hafen offiziell eingeweiht.
Seit September 2004 ist der Rhein-Ruhr-Hafen Ausgangspunkt des EU-Projektes InterPorts, mit dem die Kooperation der Binnenhäfen gestärkt und die Verlagerung des Transportverkehrs auf Schiff und Bahn erreicht werden soll.
Der Hafen gehört heute unter der Bezeichnung Rhein-Ruhr-Hafen zur Route der Industriekultur (Themenroute 12 – Geschichte und Gegenwart der Ruhr und Themenroute 14 – Kanäle und Schifffahrt).

## Funktion und Bedeutung
Der Rhein-Ruhr-Hafen hat etwa 220 ha Gesamtfläche und bildet das größte Gewerbegebiet Mülheims. Innerhalb des Gewerbegebietes sind rund 500 Unternehmen ansässig, die über 7.000 Mitarbeiter beschäftigen. Im Hafen werden jährlich etwa 1,1 Mio. t verschiedener Güter umgeschlagen und transportiert, davon entfallen 787.425 t auf den echten Schiffsgüterumschlag (Stand 2015). Gütertransporte innerhalb des Hafens werden mit einer Hafenbahn durchgeführt, die auf rund 27 Kilometern Gleislänge betrieben wird. Es werden vor allem Schrott, Eisen, Stahl und Mineralöl umgeschlagen.
Für die Freizeitschifffahrt besteht ein räumlich abgesonderter Anleger für Kleinfahrzeuge bei Ruhr-km 8,4 links mit eigenen Ver- und Entsorgungseinrichtungen.

## Verkehr
Zwei Kilometer westlich des Hafens bestehen Auffahrtsmöglichkeiten zu der Bundesautobahn 3 und der A 40. Die Hafenbahn besitzt ein Anschlussgleis durch den Speldorfer Wald an den Bahnhof Mülheim (Ruhr)-Speldorf.

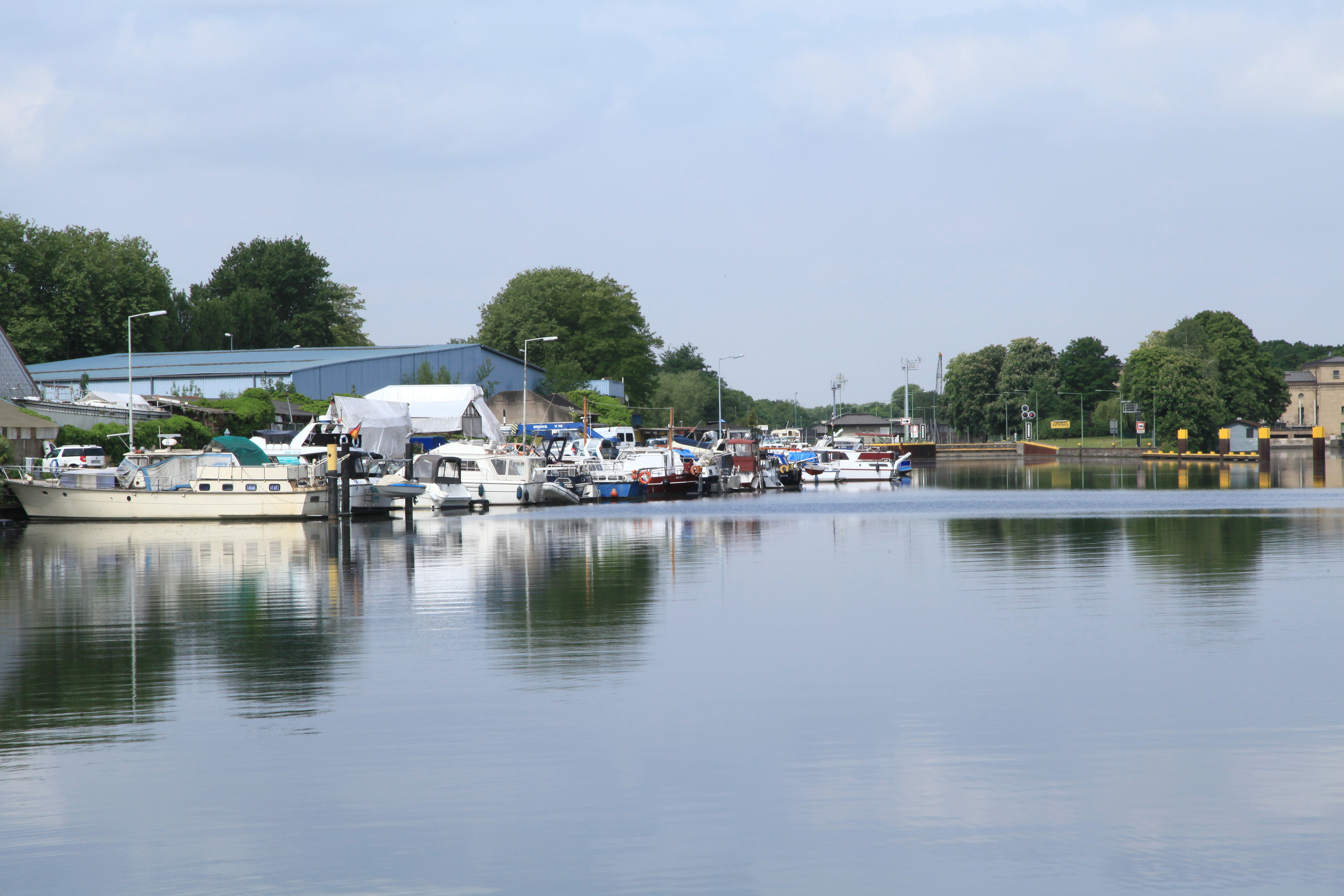
Yachthafen, im Hintergrund die Ruhrschleuse Raffelberg
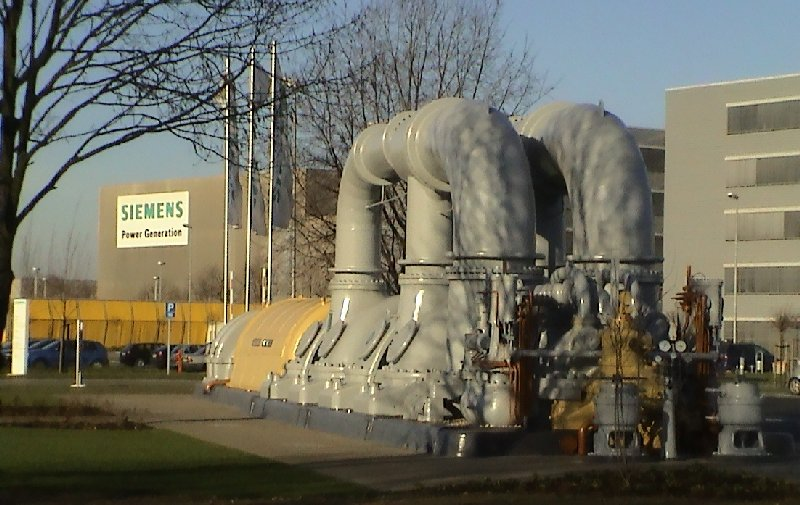
Turbosatz Schelle vor der Firma Siemens im Hafengebiet
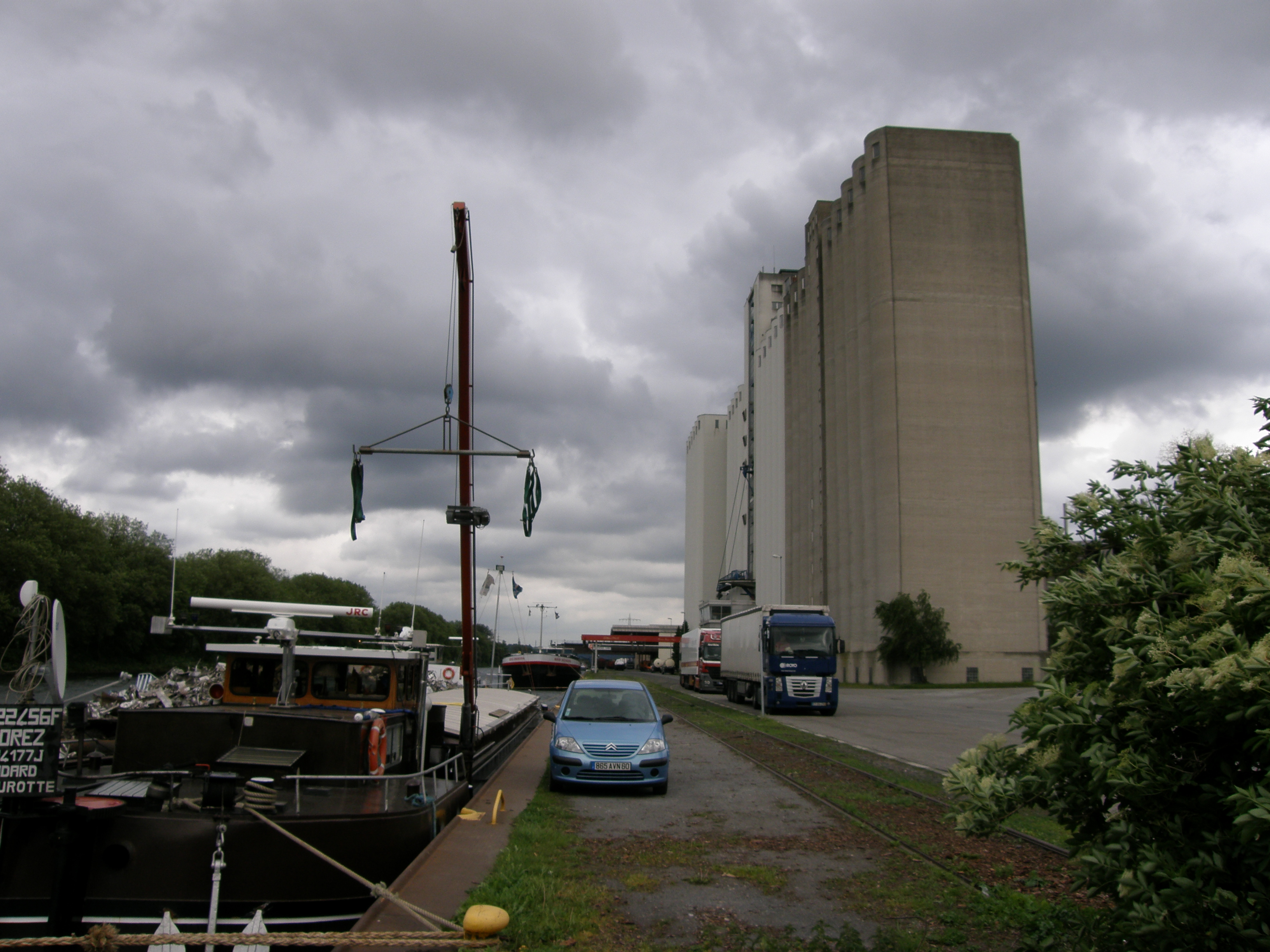
Der Zuckersilo an der Hafeneinfahrt
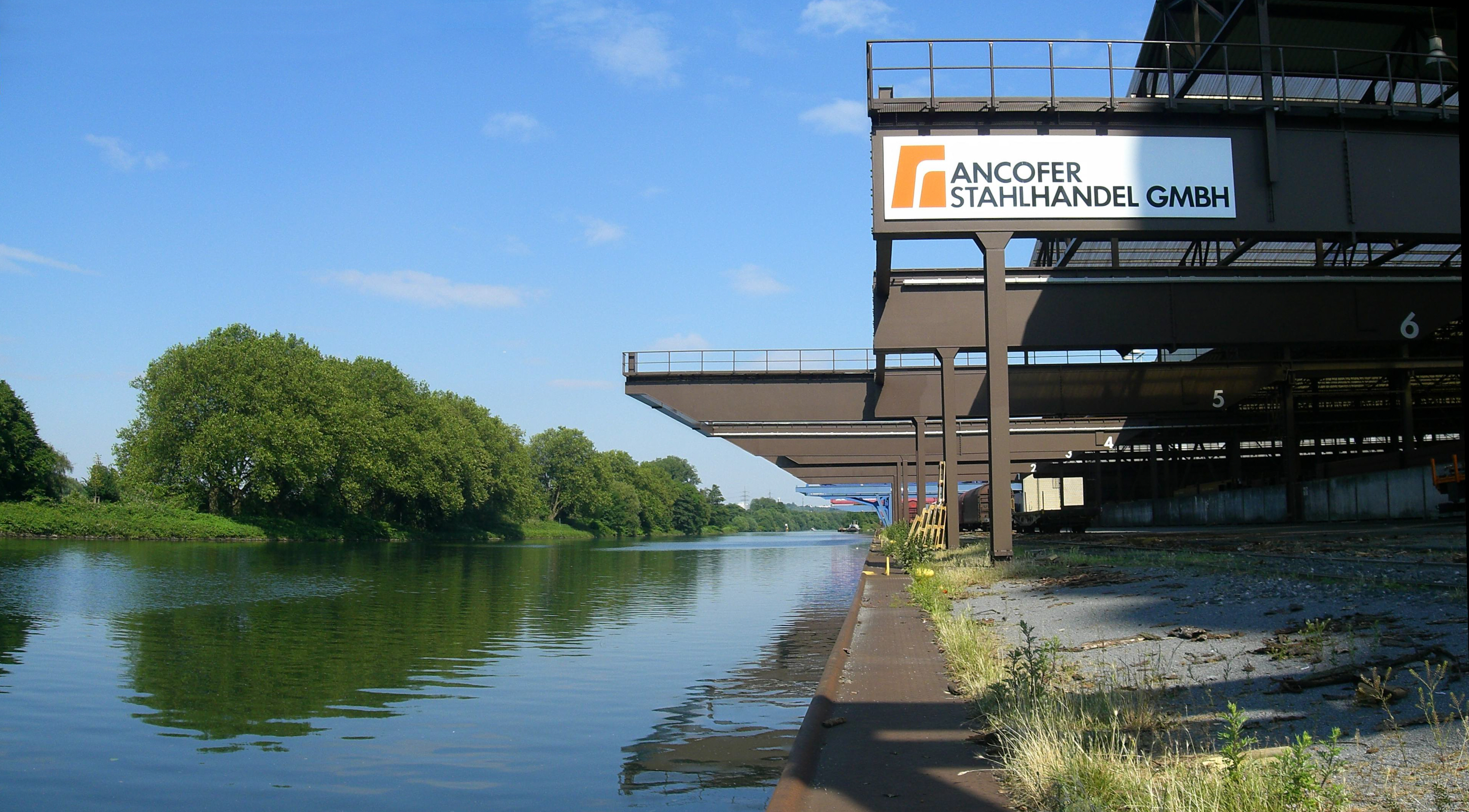
Der Kai des Nordhafens im Ruhrschifffahrtskanal
Lage des Rhein-Ruhr-Hafens